# Jimena Oto
Jimena Oto-Carbonell Mastrogiacomo (Buenos Aires) es una periodista, ejecutiva y guionista de televisión chilena, que se ha desempeñado como productora ejecutiva de Roos Film y de Área Dramática de Mega entre 2012 y 2013. También se ha desempeñado como directora de guiones de Área Dramática de Televisión Nacional de Chile entre 2017 y 2019.

## Biografía
Nació en Buenos Aires, Argentina. Uno de sus primeros trabajos en televisión chilena fue dirigir el primera reality de TVN, Tocando las estrellas. Posteriormente ejerció como Productora ejecutiva del área dramática de Mega durante siete años, donde estuvo a cargo de las teleseries Montecristo (2006), Fortunato (2007) y Maldita (2011), además de la exitosa serie Casado con hijos. Fue parte de la productora Roos Film. Durante el 2013 produce el programa humorístico Desfachatados y la serie Familia moderna.  Fue guionista de la telenovela El camionero de TVN.

## Televisión

### Teleseries
- 2018 - Amar a morir  - directora de guion
- 2017 - Dime quién fue - directora de guion
- 2017 - Wena profe - directora de guion
- 2017 - La Colombiana - guionista
- 2016 - El Camionero - guionista
- 2011 - Maldita - productora ejecutiva
- 2007 - Fortunato  - productora ejecutiva asociada
- 2006 - Montecristo - productora ejecutiva asociada

### Series
- 2013 - Familia moderna
- 2012 - Bim bam bum
- 2011 - 12 días que estremecieron a Chile
- 2009 - Aquí no hay quien viva
- 2009 - Mi bella genio
- 2009 - Una pareja dispareja
- 2008 - Mandiola & Cía
- 2007 - Tres son multitud
- 2006 - Casado con hijos
- 2006 - Huaiquimán y Tolosa
- 2005 - Urgencias
- 2004 - Tiempo final: en tiempo real

### Programas
- 2013 - Desfachatados
- 2003 - Tocando las estrellas (reality show)